# Belle und Sebastian (Anime-Serie)
Belle und Sebastian (jap. 名犬ジョリィ, Meiken Jorī, dt. „Joly, der bekannte Hund“) ist eine Anime-Fernsehserie aus dem Jahr 1981 von den Studios Tōhō und MK Productions. Sie basiert auf dem Kinderbuch Belle et Sébastien von Cécile Aubry. Der Anime wurde in mehrere Sprachen übersetzt und Anfang der 1990er Jahre auch im deutschen Fernsehen ausgestrahlt.

## Inhalt
Gemeinsam mit seinem Pyrenäenberghund Belle (in der japanischen Fassung Joly) und dem kleinen Hund Poochie zieht der siebenjährige Sebastian durch die Pyrenäen. Früher lebte er bei einer Pflegefamilie, seit seine Mutter mit einem Zirkus umherwandert. Nachdem er aber auf Belle trifft, die von der Polizei für gefährlich gehalten und gejagt wird, reißt er aus, um den Hund zu retten. So ist er mit ihm ständig auf der Flucht und muss immer wieder die Polizei austricksen oder andere Schwierigkeiten überwinden. Gemeinsam suchen sie nach Sebastians Mutter.

## Produktion und Veröffentlichung
Der Anime entstand 1981 bei den Studios Tōhō und MK Productions unter der Regie von Kenji Hayakawa. Als Produzenten waren Nobuaki Hosoda und Yoshio Katō verantwortlich. Das Charakterdesign entwarf Shuichi Seki und die Musik komponierte Akihiro Komori. Die 52 Folgen wurden erstmals vom 7. April 1981 bis zum 22. Juni 1982 im Programm von NHK in Japan gezeigt.
In den 1980er Jahren folgten Übersetzungen ins Französische, Englische, Italienische und Spanische. 1992 wurde die Serie erstmals auf Deutsch ausgestrahlt, beim Sender RTL. Es folgten Wiederholungen bei RTL 2. Dabei wurde der Anime, im Vergleich zu seinem literarischen Original, so verändert, dass Sebastians Mutter nicht tot ist, sondern in einem Zirkus arbeitet und ihn daher weggegeben und versprochen hat, eines Tages wiederzukommen.

### Synchronisation
| Rolle                       | Japanischer Sprecher (Seiyū) | Deutscher Sprecher  |
| --------------------------- | ---------------------------- | ------------------- |
| Sebastian                   | Noriko Ohara                 | Daniela Reidies     |
| Erzähler                    | Hiroko Suzuki                | Rüdiger Evers       |
| Senior Albert (Lenas Vater) |                              | Thomas Kästner      |
| Lena                        | Youko Asagami                | Uschi Hugo          |
| Giom                        | Kaneto Shiozawa              | Ingo Albrecht       |
| Angelina                    | Keiko Yokozawa               | Natascha Rybakowski |
| Jean                        | Tōru Furuya                  | Mathias Einert      |